# Den lilla teatern

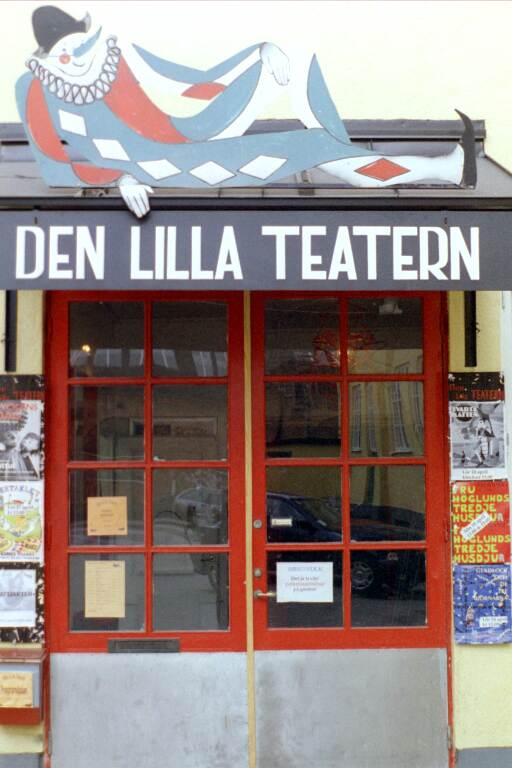

Den Lilla Teatern är Uppsalas stora och enda barnteaterscen och verkar samtidigt som hemmaarena för den fria teatergruppen Panikteatern.
Den Lilla Teatern skall vara en ledande barnkulturscen där alla känner tillhörighet, oavsett funktionsförmåga, språk, ursprung eller social situation. Målgruppen är framför allt barn 0–12 år och deras vuxna. Man vill erbjuda evenemang i alla scenkonstformer för förskolor, skolor och familjer på vardag som helg. Man vill värna om barns rättigheter, jämställdhet och mångfald samt väcka lust och nyfikenhet till eget skapande. Visionen är även att utöka verksamheten utanför teaterhuset på S:t Persgatan 22 i centrala Uppsala till en c/o-verksamhet i kommunens landsbygd samt i regionen som helhet.
Den Lilla Teatern uppbär årligt verksamhetsanslag av Uppsala kommuns kulturnämnd.
Under 2022 stöttar Kulturrådet verksamheten i en förstudie för att stärka kultur i skolan på landsbygd inom Uppsala kommun.

## Historik

### Akademiskt ridhus 1883
Fastigheten var ursprungligen uppställningsplats för hästar vid den östra infarten till stadskärnan. När man rev Exercitiegården (Stallgården) på 1880-talet för att ge rum åt den nya universitetsbyggnaden stod ridundervisningen utan lokaler. Dåvarande akademistallmästare Johan Georg Arsenius sökte då under flera år efter nya lokaler. Tillsammans med några andra intresserade lyckades man till slut uppföra detta hus på S:t Persgatan åren 1883–1884. Fortfarande kan man på fastigheten se spår av det gamla ridhuset i pelare och taklister på fasaden.

### Cykelfabriken Fram
Cykelmärket Fram har anor från år 1897 men flyttade in på S:t Persgatan 22 år 1917 under namnet AB Josef Erikssons Cykelfabrik. Företagets lokaler i Uppsala eldhärjades 1933 och därefter blev en ombyggnad och renovering av fastigheten nödvändig och fabriken fick en välkänd profil mittemot Uppsala Mejeri. År 1955 bytte företaget namn till Cykelfabriken Fram. Fram stannade i Uppsala och i huset till en bit in på 1970-talet.

### Teatern flyttar in
Efter att en del av fastigheten stått tom några år flyttade Positifhteatern in 1973 i den del av huset som idag är ”Den Lilla Teatern”. Gruppen lades ned 1975 och lokalen övertogs av dockteatern Totem under ledning av Vojo Stankovski. Totem fanns kvar fram till 1989 då det var dags för Panikteatern och Teater Spektaklet att inta scenen. Lokalen döptes om till "Den Lilla Teatern". Teatern är idag Uppsalas nav för barnteater med program både på vardagar och helger för förskole-, skol- och familjepubliken.